# Muktijoddha Sangsad KC
Maillots
Actualités
Le Muktijoddha Sangsad Krira Chakra (en bengali : মুক্তিযোদ্ধা সংসদ ক্রীড়া চক্র), plus couramment abrégé en Muktijoddha Sangsad KC, est un club bangladais de football fondé en 1981 et basé à Dacca, la capitale du pays.

## Histoire
Le club participe à la Coupe d'Asie des clubs champions en 2000 et 2002. Il dispute également la Coupe de l'AFC en 2004 et 2005. Enfin, il prend part à deux reprises à la Coupe d'Asie des vainqueurs de coupe.

## Palmarès
| Compétitions nationales |
| --- |
| - Championnat du Bangladesh (3) : - Champion : 1997-98, 2000 et 2003. - Coupe du Bangladesh (3) : - Vainqueur : 1994, 2001 et 2003. |

## Personnalités du club

### Présidents du club
- Zahurul Islam Rhohel

### Entraîneurs du club
- Shafiqul Islam Manik (5 octobre 2012 - 25 juillet 2014)
- Flavio Raffo (28 décembre 2014 - 31 janvier 2015)
- Abu Yousuf (1er février 2015 - 17 août 2015)
- Abdul Qaium Sentu (17 février 2016 - 31 décembre 2016)
- Masud Parvez Kaiser (10 avril 2017 - 20 janvier 2018)
- Abdul Qaium Sentu (27 février 2018 - )